# (1972) Yi Xing
(1972) Yi Xing (1964 VQ1) – planetoida z grupy pasa głównego asteroid okrążająca Słońce w ciągu 3,77 lat w średniej odległości 2,42 j.a. Odkryta 9 listopada 1964 roku.